# Amtsgericht Erkelenz

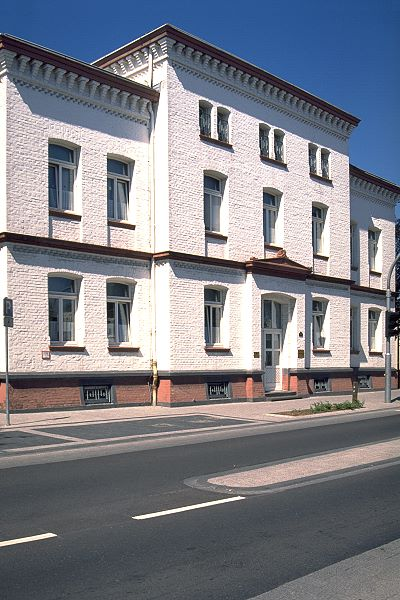
Gebäude des früheren Königlich Preußischen Amtsgerichts in Erkelenz

Erkelenz ist Sitz des Amtsgerichts Erkelenz, welches für die Städte Erkelenz, Hückelhoven und Wegberg im östlichen Kreis Heinsberg zuständig ist. In dem 263 km² großen Gerichtsbezirk leben rund 114.000 Menschen. Ferner ist das Amtsgericht Erkelenz für die Landwirtschaftssachen der Amtsgerichtsbezirke Erkelenz, Geilenkirchen und Heinsberg zuständig. Nachbaramtsgerichte sind Grevenbroich, Heinsberg, Jülich, Mönchengladbach, Mönchengladbach-Rheydt und Viersen.

## Übergeordnete Gerichte
Das dem Amtsgericht Erkelenz übergeordnete Landgericht ist das Landgericht Mönchengladbach, welches wiederum dem Oberlandesgericht Düsseldorf untersteht.

## Geschichte
Vor 1879 bestand in Erkelenz das Friedensgericht Erkelenz. Das königlich preußische Amtsgericht Erkelenz wurde mit Wirkung zum 1. Oktober 1879 als eines von 16 Amtsgerichten im Bezirk des Landgerichtes Aachen im Bezirk des Oberlandesgerichtes Köln gebildet. Der Sitz des Gerichts war Erkelenz.
Sein Gerichtsbezirk umfasste den Kreis Erkelenz außer den Teilen, die dem Amtsgericht Wegberg zugeordnet waren.
Am Gericht bestand 1880 eine Richterstelle. Das Amtsgericht war damit ein kleines Amtsgericht im Landgerichtsbezirk.
1906 wurde das Landgericht Mönchengladbach gegründet und das Amtsgericht Erkelenz diesem zugeordnet.
Im Jahr 1974 wurde das Amtsgericht Wegberg aufgehoben und dessen Sprengel dem Amtsgericht Erkelenz zugelegt.

## Gerichtsgebäude
Das Erkelenzer Friedensgericht hatte seinen Sitz im Privathaus von Franz Gerkrath in der Brückstraße 12. Für das Amtsgericht wurde 1880/81 nach Plänen des königlichen Garnisonsbauinspektors Hauck ein neues Gebäude in der Aachener Straße erbaut. Dieses steht unter Denkmalschutz.
1985 zog das Amtsgericht in das in dem im Jahre 1964 errichteten Verwaltungsgebäude des ehemaligen Kreises Erkelenz an der Kölner Straße. 